# Sylvain des spirées
Neptis rivularis
Espèce
Le Sylvain des spirées ou Sylvain cénobite (Neptis rivularis) est une espèce d'insectes lépidoptères (papillons) de la famille des Nymphalidae, de la sous-famille des Limenitidinae et du genre Neptis.

## Dénomination
Neptis rivularis est le nom donné par Giovanni Antonio Scopoli en 1763.

### Noms vernaculaires
Le Sylvain des spirées se nomme Hungarian Glider en anglais et Schwarzer Trauerfalter en allemand.

### Sous-espèces
- Neptis rivularis rivularis présent dans le centre de l'Europe et en Sibérie.
- Neptis rivularis coenobita (Goeze, 1779)
- Neptis rivularis formosicola Matsumura, 1929 ; présent à Taïwan.
- Neptis rivularis ludmilla (Nordmann, 1851) dans le Caucase.
- Neptis rivularis magnata (Heyne, [1895])
- Neptis rivularis sinta Eliot, 1969 : présent en Chine[1].

## Description
C'est un papillon de taille moyenne, à l'envergure de 25 à 27 mm, marron orné de blanc sous forme aux antérieures de deux demi-bandes et aux postérieures d'une bande transversale.
Le revers des antérieures et des postérieures plus clair, roux, est orné des mêmes bandes blanches.

## Biologie

### Période de vol et hivernation
Il hiverne au stade de chenille, parfois dans un tube formé des restes de la feuille de la plante hôte,.
Il vole en une génération de fin mai à début août, deux dans le sud de sa zone de résidence,.

### Plantes hôtes
Les plantes hôtes de sa chenille sont des Spiraea, Spiraea aquilegifolia, Spiraea crenata, Spiraea chamaedryfolia, Spiraea  hypericifolia, Spiraea salicifolia et Filipendula ulmaria,.

## Écologie et distribution
Le Sylvain des spirées est présent depuis le centre de l’Europe, la Turquie, la Russie, le sud de la Sibérie, et le centre de l'Asie jusqu'à Taïwan et au Japon. En Europe il se rencontre dans le sud-est de la Suisse, le nord de l'Italie, la Slovénie, l'est de l'Autriche, la Slovaquie, la Hongrie, l'ouest de la Croatie, le centre de la Serbie, l'est de la Roumanie et sous forme très localisée dans le nord de la Grèce, en Macédoine et Bulgarie.

### Biotope
Il réside dans les forêts de feuillus.

### Protection
Espèce disparue de France métropolitaine.

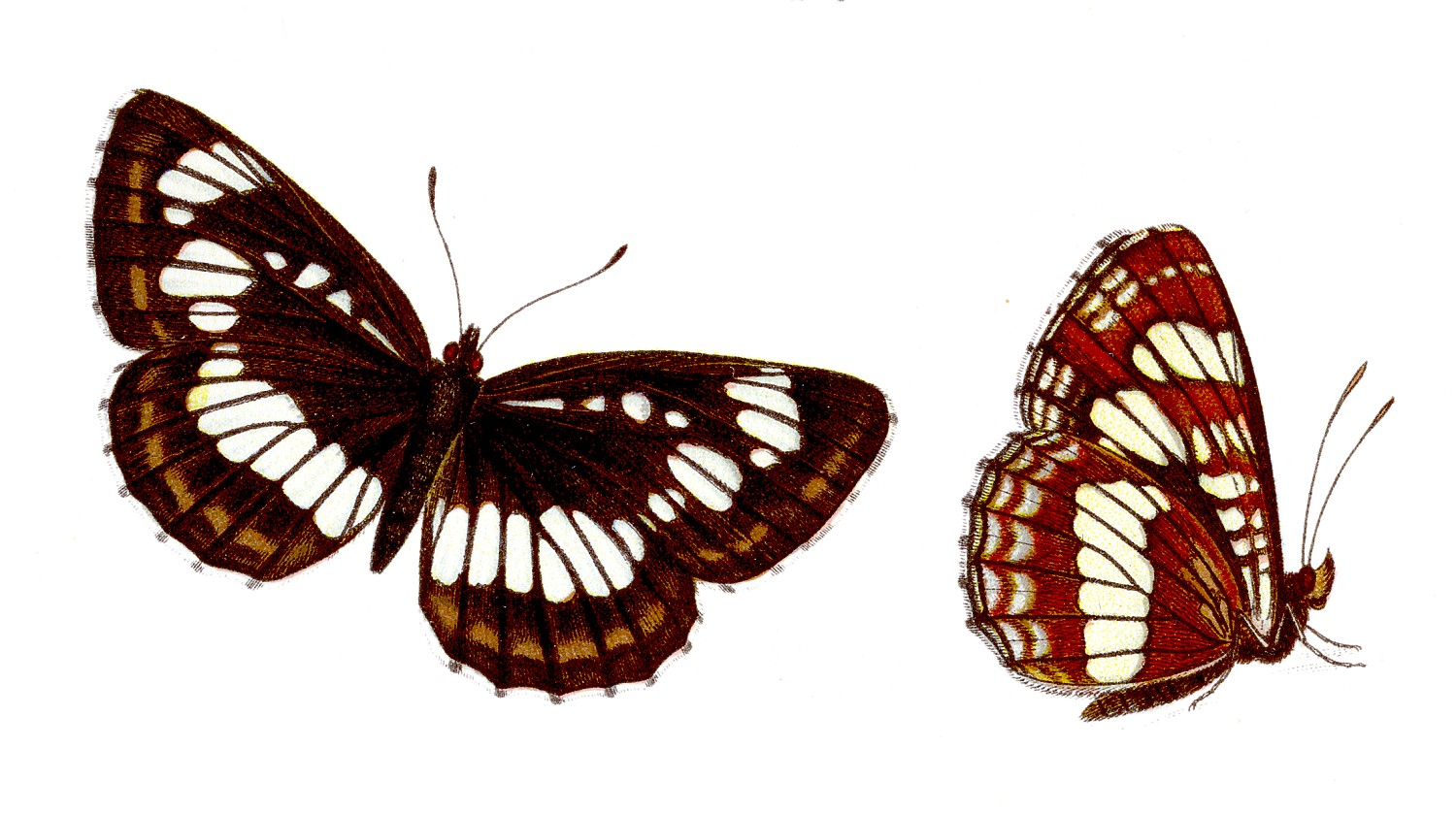
Dessins de Neptis rivularis.